# إتش تو أو: فقط أضف الماء
إتش تو أو: فقط أضف الماء (بالإنجليزية: H2O: Just Add Water)‏ هو مسلسل دراما فنتازية مراهقات أسترالي، تم البدأ بعرضه في يوليو 2006 وانتهى عرضه في 2010 وهو من تأليف جوناثان شيف. عرض المسلسل في أكثر من 120 بلد وحصل على 250 مليون مشاهدة. المسلسل من بطولة كاريبا هين وكلير هولت وفيبي تونكين وأنغوس ماكلارين وإنديانا إيفانس ولوك ميشيل. تتكلم قصة المسلسل عن ثلاثة فتيات تنمو لهن أطراف زعانف لحوريات البحر وتكتسبن قوة كبيرة تحت الماء.

## القصة
قصة المسلسل تتكلم عن ثلاثة حوريات بحر وهن ريكي شادويك وإيما غلبرت وكليو سيرفوري يتهن في جزيرة ماكو الخيالية وثم يسقطن في بركان غامض. لكن بعد ذلك يتم انقاذهن. بعد انقاذهن يكتشفن أنهن اكتبسن قدرات حوريات البحر وترى انهن أصبحن أقوياء داخل الماء، يطلبن بعد ذلك مساعدة صديقهن لويس مكارتني والذي يساعدهن على حفظ سرهن ومن ضمنها عائلاتهن.

## البطولة
- كاريبا هين بدور ريكي وهي فتاة جديدة في المدرسة وهي متمردة الطباع، بعد حادثة جزيرة ماكو تكتسب قدرات على تسخين الماء.
- كلير هولت بدور إيما وهي فتاة ذكية وواثقة من نفسها وبعد حادثة جزيرة ماكو تكتسب قدرات على تجميد الماء.
- فيبي تونكين بدور كليو وهي فتاة خجولة وجبانة وتخاف من الماء، بعد حادثة جزيرة ماكو تكتسب قدرات على التحكم بالماء من خلال تجميعه وازالته.
- أنغوس ماكلارين بدور لويس وهو صديق للفتيات وحبيب كليو ويعتبر نفسه أنه عالم ذكي، هو الوحيد ألذي عرف سر الفتيات ويساعدهن على عدم كشفه لأي أحد.
- إنديانا إيفانس بدور بيلا وهي فتاة جديدة تظهر في الموسم الثالث وهي طالبة جديدة قدمت من أيرلندا، يكتشف فيما بعد أن لديها أيضاً قدرة حوريات البحر بعد حادثة وقعت لها في إحدى كهوف أيرلندا عندما كانت في التاسعة من العمر، لها قدرات على تحويل الماء إلى جيلاتين وإلى كريستالات، تصبح فيما بعد صديفة مقربة للفتيات.
- لوك ميشيل بدور ويل وهو سباح ماهر يظهر في الموسم الثالث، يكتشف فيما بعد سر الفتيات ويصبح حبيب لبيلا.
- بورجيس أبرنيثي بدور زين وهو ولد ثري متكبر، يكتشف أمر الحوريات ويحاول معرفتهن، يصبح حبيب لريكي ويحاول ان يستغل قدرات الفتيات لكنه يتغير فيما بعد بسبب تعلقه بريكي.
- بريتاني بيرنز بدور شارلوت وهي طالبة جديدة تظهر في الموسم الثاني وتصبح عدوة للفتيات وتحاول مصادقة لويس حبيب كليو، وتحاول القضاء على قدراتهن لكن خططها تفشل فيما بعد.
- كريج هورنر بدور أش وهو مدرب خيول يظهر في الموسم الثاني، يصبح حبيب لإيما لكن عندما يكتشف أنها أصبحت حورية يتركها.
- تارين مارلر بدور صوفي وهي عدوة الفتيات في الموسم الثالث، وهي الشقيقة الكبرى لويل، تظهر بكونها فضولية ومتسلطة وتحاول نزع علاقة أخيها ويل مع بيلا وهذا بسبب كرهها للحوريات.